# 100 km de Torhout
Le 100 km de Torhout est une épreuve de course à pied sur route appartenant à la famille de l'ultrafond.

## Histoire
La première édition des 100 km de Torhout voit le jour en 1980. En raison de différentes difficultés, l'épreuve prend fin en 2013 avec sa 34e édition. Entre 2012 et 2019 est organisé chaque année un 100 km marche dans une épreuve appelée « La Nuit des Flandres ».
Les championnats du monde des 100 km IAU sont organisés à Torhout en 1987, 1993, 2002 et 2009. Les championnats d'Europe IAU y sont organisés en 1998, 2006 et 2009. En 2006, les françaises sont championnes d’Europe par équipe et les français vice-champions d’Europe par équipe,. Les championnats de Belgique des 100 km sont organisés à Torhout entre 1988 et 2012 (Pointage: NC 100 km Belgium. NC : Championnat National).
À noter qu'un article du Progrès du 24 juillet 1910 fait mention d'une course de 100 km au Vélodrome d'Ypres en Belgique, avec la participation du champion des Flandres Odile Defraye, gagnant des 100 km de Thourout (Torhout en néerlandais). Odile Defraye étant un coureur cycliste, il s'agissait probablement d'un 100 km à bicyclette organisé à l'époque à Thourout.

## Records
Les records de l'épreuve sont détenus par le belge Jean-Paul Praet en 6 h 3 min 51 s en 1986 et la Britannique Carolyn Hunter-Rowe en 7 h 27 min 19 s aux championnats du monde IAU en 1993. À noter que le record de Jean-Paul Praet, meilleur que l'actuel record du monde de Nao Kazami en 6 h 9 min 14 s, n'a pas été validé par les instances internationales ; la World Athletics (anciennement IAAF) et l'International Association of Ultrarunners (IAU).

## Palmarès
Statistiques des 100 km de Torhout d'après la Deutsche Ultramarathon-Vereinigung (DUV) :
À noter qu'en 1980, 1981, 1982, 1984, 1985, 1989, 1991, 1993 et de 1994 à 1998, les résultats donnés en jaunes sont partiels et donc sujets à caution.
| Année | Homme                     | Temps           | Femme                               | Temps            | Championnat               |
| ----- | ------------------------- | --------------- | ----------------------------------- | ---------------- | ------------------------- |
| 2013  | Oleksandr Holovnitskiy    | 6 h 58 min 27 s | Irina Antropova                     | 7 h 44 min 06 s  |                           |
| 2012  | Oleksandr Holovnitskiy    | 6 h 48 min 22 s | Irina Vishnevskaia                  | 7 h 52 min 07 s  | Belgique                  |
| 2011  | Evgeni Glyva              | 6 h 52 min 58 s | Marija Vrajic Trosic                | 7 h 37 min 34 s  | Belgique                  |
| 2010  | Jaroslaw Janicki          | 7 h 10 min 16 s | Conny Braekman                      | 8 h 59 min 23 s  | Belgique                  |
| 2009  | Yasukazu Miyazato         | 6 h 40 min 44 s | Kami Semick-Pardue                  | 7 h 37 min 21 s  | Monde, Europe et Belgique |
| 2008  | Pieter Vermeesch          | 6 h 55 min 22 s | Helena Crossan                      | 7 h 53 min 41 s  | Belgique                  |
| 2007  | Marc Papanikitas          | 7 h 17 min 58 s | Barbara Mallmann                    | 8 h 54 min 16 s  | Belgique                  |
| 2006  | Jose Maria Gonzalez Munoz | 6 h 23 min 44 s | Birgit Schönherr-Hölscher           | 7 h 58 min 44 s  | Europe et Belgique        |
| 2005  | Valmir Nunes              | 7 h 15 min 17 s | Inez Jacquemart                     | 9 h 20 min 37 s  | Belgique                  |
| 2004  | Oleksandr Holovnytskyi    | 6 h 38 min 04 s | Nadezhda Karasova                   | 7 h 51 min 58 s  | Belgique                  |
| 2003  | Igor Tyazhkorob           | 6 h 36 min 32 s | Edit Berces                         | 8 h 02 min 06 s  | Belgique                  |
| 2002  | Mario Fattore             | 6 h 34 min 23 s | Tatiana Zhyrkova                    | 7 h 37 min 06 s  | Monde et Belgique         |
| 2001  | Gino de Leu               | 6 h 43 min 53 s | Yelena Bikulova-Maskina             | 8 h 08 min 59 s  | Belgique                  |
| 2000  | Farid Ganiev              | 6 h 33 min 19 s | Edit Berces                         | 7 h 52 min 16 s  | Belgique                  |
| 1999  | Dmitrii Radiuchenko       | 6 h 36 min 41 s | Yelena Bikulova-Maskina             | 7 h 56 min 02 s  | Belgique                  |
| 1998  | Grigorii Murzin           | 6 h 23 min 29 s | Svetlana Savoskina                  | 7 h 45 min 43 s  | Europe et Belgique        |
| 1997  | Jan Vandendriessche       | 6 h 48 min 11 s | Svetlana Savoskina                  | 8 h 05 min 20 s  | Belgique                  |
| 1996  | Andrzej Magier            | 6 h 24 min 11 s | Marta Vass                          | 8 h 16 min 51 s  | Belgique                  |
| 1995  | Konstantin Santalov       | 6 h 28 min 52 s | Maria Bak                           | 8 h 00 min 29 s  | Belgique                  |
| 1994  | Jean-Paul Praet           | 6 h 29 min 42 s | Maria Alzira da Silva Portela Lario | 7 h 34 min 27 s  | Belgique                  |
| 1993  | Constantin Santalov       | 6 h 26 min 26 s | Carolyn Hunter-Rowe                 | 7 h 27 min 19 s  | Monde et Belgique         |
| 1993  | Jean-Paul Praet           | 6 h 28 min 12 s | Marta Vass                          | 7 h 40 min 55 s  |                           |
| 1992  | Jean-Paul Praet           | 6 h 24 min 46 s | Marta Vass                          | 7 h 37 min 05 s  | Belgique                  |
| 1991  | Jean-Paul Praet           | 6 h 33 min 51 s | Eleanor Adams-Robinson              | 8 h 12 min 14 s  | Belgique                  |
| 1990  | Jean-Paul Praet           | 6 h 35 min 36 s | Marta Vass                          | 7 h 41 min 42 s  | Belgique                  |
| 1989  | Jean-Paul Praet           | 6 h 15 min 30 s | Marta Vass                          | 8 h 11 min 49 s  | Belgique                  |
| 1988  | Jean-Paul Praet           | 6 h 26 min 46 s | Katharina Janicke                   | 8 h 06 min 35 s  | Belgique                  |
| 1987  | Domingo Catalan Lera      | 6 h 19 min 35 s | Agnes Eberle                        | 8 h 01 min 33 s  | Monde                     |
| 1986  | Jean-Paul Praet           | 6 h 03 min 51 s | Sandra Kiddy                        | 8 h 01 min 16 s  |                           |
| 1985  | Yiannis Kouros            | 6 h 26 min 06 s | Angela Mertens                      | 8 h 23 min 00 s  |                           |
| 1984  | Roger Luyckx              | 6 h 43 min 34 s | Angela Mertens                      | 8 h 36 min 00 s  |                           |
| 1983  | Gilbert Gevaert           | 7 h 02 min 12 s |                                     |                  |                           |
| 1982  | Lucien van Lancker        | 7 h 11 min 00 s | Rita Dezeure                        | 14 h 15 min 00 s |                           |
| 1981  | Dieter-August Dippel      | 8 h 16 min 00 s |                                     |                  |                           |
| 1980  | Dieter-August Dippel      | 8 h 45 min 00 s |                                     |                  |                           |